# Delia prostriata
Delia prostriata este o specie de muște din genul Delia, familia Anthomyiidae. A fost descrisă pentru prima dată de Huckett în anul 1965.
Este endemică în Alaska. Conform Catalogue of Life specia Delia prostriata nu are subspecii cunoscute.